# Daemyung Killer Whales
Daemyung Killer Whales ist ein südkoreanischer Eishockeyclub in Incheon, welcher seit 2016 in der Asia League Ice Hockey spielt.

## Geschichte
Die Daemyung Killer Whales übernahmen zur Saison 2016/17 den Startplatz des aufgelösten Teams Daemyung Sangmu in der Asia League Ice Hockey. In ihrem ersten Jahr verpassten sie als Tabellenachter der regulären Saison die Play-offs deutlich. Auch in der Saison 2017/18 konnten sie die Play-offs nicht erreichen. Eine Saison später belegten die Killer Whales am Ende der regulären Spielzeit 2018/19 den ersten Platz, scheiterten aber in den Play-offs im Halbfinale an den Nippon Paper Cranes mit 3:4.

## Saisonstatistik
Abkürzungen: Sp = Spiele, S = Siege, OTS = Siege nach Overtime, SOS = Siege nach Shootout, U = Unentschieden, SON = Niederlagen nach Shootout, OTN = Niederlagen nach Overtime, N = Niederlagen, ET = Erzielte Tore, GT = Gegentore, Pkt = Punkte
| Saison  | Sp | S  | OTS | SOS | U | SON | OTN | N  | ET  | GT  | Pkt | Platz    | Playoffs           |
| ------- | -- | -- | --- | --- | - | --- | --- | -- | --- | --- | --- | -------- | ------------------ |
| 2016/17 | 48 | 7  | 1   | 0   | – | 1   | 3   | 37 | 107 | 231 | 26  | 8. Platz | nicht qualifiziert |
| 2017/18 | 28 | 8  | 4   | 2   | – | 2   | 5   | 11 | 72  | 88  | 37  | 6. Platz | nicht qualifiziert |
| 2018/19 | 34 | 19 | 1   | 0   | – | 0   | 5   | 9  | 81  | 60  | 64  | 1. Platz | Halbfinale         |